# Mecànica de joc
La mecànica de joc inclou les regles que determinen com és l'experiència de cada persona en un joc concret (jugabilitat), així com la interacció entre jugadors o condicions de victòria. També es pot anomenar sistema de joc.
Alguns exemples de dinàmica de joc:
- Joc per torns
- Punts d'acció
- Us dels daus o elements d'atzar
- Gestió de recursos
- Control d'àrees
- Fases de preparació i combat